# Zygomyia simplex
Zygomyia simplex är en tvåvingeart som beskrevs av Gabriel Strobl 1895. Zygomyia simplex ingår i släktet Zygomyia och familjen svampmyggor.
Artens utbredningsområde är Österrike. Inga underarter finns listade i Catalogue of Life.